# Intent de cop d'estat a Turquia de 2016
La temptativa de cop d'estat a Turquia de 2016 va tenir lloc el vespre del 15 de juliol de 2016, quan un grup militar va intentar realitzar un cop d'estat per assumir el control de Turquia. L'atac va ser confirmat pel primer ministre turc, Binali Yıldırım, i, posteriorment pel president del país, Recep Tayyip Erdoğan. Es creu que una facció de les Forces Armades de Turquia (TSK) va ser la instigadora de la temptativa i de la creació d'un Consell de Pau, que seria l'òrgan de govern proposat pels colpistes. La mobilització es va realitzar principalment a la capital Ankara i a la ciutat d'Istanbul, la més gran del país, i va ser sufocada a les poques hores.

## Context històric

### Relació entre govern i forces armades
Des de 1960, Turquia ha sofert diversos cops d'estat. L'últim va ser el 1997 contra el govern de Necmettin Erbakan, del Partit del Benestar, islamista i conservador, al qual pertanyia el llavors l'alcalde d'Istanbul, Recep Tayyip Erdoğan. Després de diversos governs laics, Erdoğan va assumir el càrrec de primer ministre el 2003 amb el Partit de la Justícia i el Desenvolupament (AKP). El 2014, es va convertir en el primer president electe directament.
La relació entre el govern de l'AKP i l'exèrcit ha estat complexa des que aquest partit va assumir el poder. Les forces armades s'han considerat històricament com a protectores del llegat laïcista de Mustafa Kemal Atatürk, fundador de la República de Turquia, la qual cosa s'oposa a les idees islamistes i conservadores representades per l'AKP, que té un gran arrelament a l'interior del país.
En múltiples ocasions, el govern d'Erdoğan i l'AKP van esmentar l'existència de conspiracions ideades per l'oposició i part de les forces armades per executar un cop d'estat. Aquestes es remunten a l'any 2003 amb la suposada Operació Mall II (Balyoz Harekâtı en turc), en la qual forces opositores haurien fet detonar bombes en dues mesquites d'Istanbul per justificar un cop d'estat enmig del caos resultant; tot i que 236 persones van ser processades per aquest suposat complot, en 2015 van ser totes alliberades per la justícia turca, per falta de proves. El 2008, un nou cas va ser portat davant la justícia sobre la suposada existència d'una organització conspirativa anomenada «Ergenekon» i que va acabar amb 265 persones a la presó per traïció, incloent-hi diversos alts oficials de l'Exèrcit com İlker Başbuğ, cap de l'Estat Major. No obstant això, tots ells van ser alliberats a l'abril del 2016 tan bon punt la Cort Suprema anul·lés el judici, per falta de proves.

### Crisi política i terrorisme

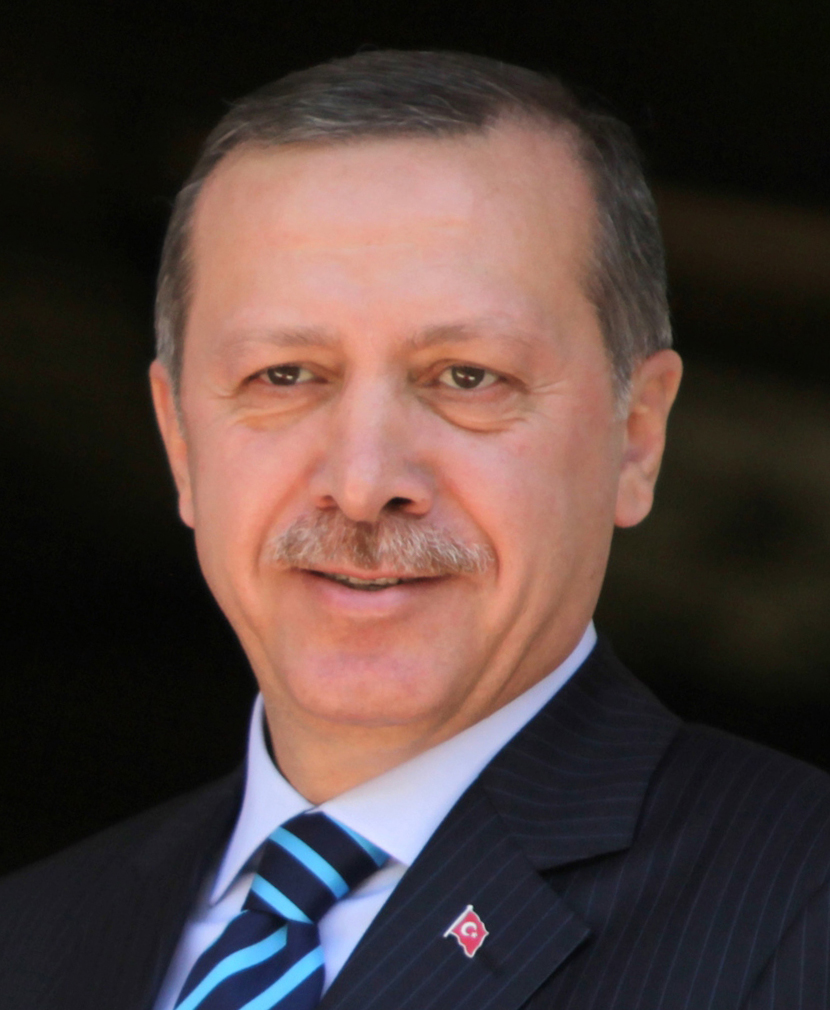
Erdoğan

El govern d'Erdoğan ha estat acusat a vegades de promoure una concentració política excessiva. En 2007, una reforma constitucional promoguda pel mateix Erdoğan com a primer ministre i aprovada per referèndum va establir l'elecció directa del càrrec de president de Turquia (abans triat a través del parlament). En els primers comicis presidencials, realitzats en 2014, Erdoğan va resultar guanyador amb un 51,79 % dels vots i va manifestar el seu interès d'exercir una presidència activa i no simplement cerimonial, com ho havia sigut fins al moment. També va manifestar el seu obert interès per una nova reforma constitucional que convertís a Turquia en una república presidencialista. Això va ser rebutjat no només per l'oposició, sinó també per membres del seu propi partit: a l'abril del 2016 es van filtrar els anomenats «Arxius Pelicà» on es manifestaven una sèrie de diferències entre Erdoğan i el primer ministre Ahmet Davutoğdlu, incloent-hi el seu rebuig al presidencialisme. El 4 de maig finalment Davutoğdlu va anunciar que no continuaria com a líder del partit i va donar pas a Binali Iıldırım com a nou primer ministre, en una acció que molts van interpretar com la fi de l'últim escull per a dur a terme els plans d'Erdogan.

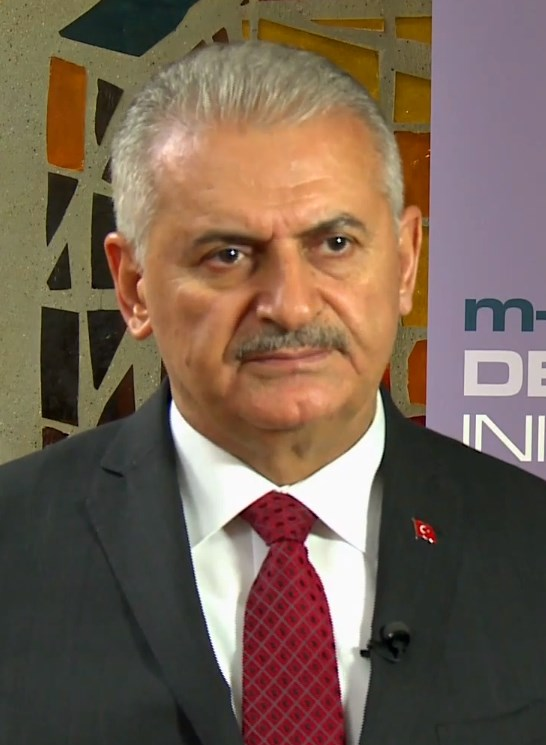
Binali Yıldırım

Juntament amb la concentració del poder, diversos polítics han manifestat inquietud per un creixent de l'autoritarisme per part del govern turc. Aquest s'hauria reflectit en la repressió contra els manifestants en les protestes del parc Gezi (2013), el bloqueig de xarxes socials o el tancament de mitjans de comunicació d'oposició (com el popular periòdic Zaman). Juntament amb això, una sèrie d'escàndols de corrupció van esclatar contra el govern, acusant fins i tot a la família d'Erdoğan. Aquestes acusacions van ser considerades pel govern com a part d'una conspiració liderada pel religiós Fethullah Gülen, antic aliat d'Erdoğan. Gülen i el seu moviment van ser catalogats com a terroristes per part del govern i es va haver autoexilar als Estats Units.
En paral·lel als problemes polítics, les repercussions de la Primavera àrab han impactat directament a Turquia. El conflicte iraquià i la guerra civil a Síria, veïns de Turquia, van produir una massiva ona de refugiats cap al país, amb la finalitat de migrar cap a Europa i altres destinacions. A això es va sumar el sorgiment de l'Estat Islàmic i una onada d'atemptats terroristes a Turquia entre 2015 i 2016. Amb prou feines 17 dies abans de l'intent de cop militar, es va produir un atemptat en l'Aeroport Internacional Atatürk, que va deixar un total de 45 persones. A això es va sumar el rebrot del conflicte kurd a través d'una sèrie d'incursions militars per part de l'Exèrcit turc a la zona sud-est del país i els enfrontaments amb el Partit dels Treballadors de Kurdistan (PDK). Moltes de les campanyes militars han estat catalogades com a violacions als drets humans de la minoria ètnica kurda.

## Esdeveniments
Prop de les 23.00 del divendres 15 de juliol, es van publicar les primeres informacions relacionades amb els moviments de tropes de l'Exèrcit turc. Segons aquests informes, tancs i avions militars s'estaven desplegant a Ankara, la capital del país, mentre a Istanbul, la principal ciutat, es van tancar el pont del Bòsfor i el pont de Fatih Sultan Mehmet. Diversos edificis d'importància política, com el Parlament i la seu de l'AKP, van ser assetjats. En diversos llocs es van registrar tirotejos i trets des d'helicòpters. L'Aeroport Internacional Atatürk va ser pres ràpidament, mentre tots els vols van ser cancel·lats. Mentrestant, es va donar a conèixer que el cap de l'Estat Major, Hulusi Akar, havia sigut pres com a ostatge per part dels colpistes. Les xarxes socials com Twitter, Facebook o YouTube van ser bloquejades en tot el país.
El primer ministre Binali Iıldırım va declarar que hi havia una revolta d'alguns grups militars que intentaven enderrocar al govern legítim, però que aquest encara es mantenia en el poder. Posteriorment, la televisió estatal Türkiye Radyo Televizyon Kurumu (TRT) va ser presa per efectius de l'Exèrcit; un comunicat transmès per la cadena assegurava que els colpistes estaven a càrrec del país. També es va anunciar a la població l'establiment d'un toc de queda i la formació d'un “consell de la pau” a càrrec del govern, després de la qual cosa TRT va tancar les seves transmissions.
Mentre, el president Erdoğan va contactar amb la cadena CNN Türk a través d'una videotrucada per explicar que el cop no havia reeixit i va cridar als seus seguidors a sortir als carrers i oposar-se als rebels. Després de la seva declaració, hi va haver diverses protestes i enfrontaments a les principals ciutats del país. En aquest context també hi va haver trets al pont del Bósfor. Un helicòpter amb rebels hauria estat derrocat per un F16, mentre es van registrar explosions a l'edifici del Parlament i la televisió estatal. Tropes rebels a més haurien ingressat a les dependències de CNN Türk i el diari Hürriyet.
La presidència va acusar al moviment de Fethullah Gülen com a instigadors del cop d'estat. No obstant això, institucions properes a Gülen van rebutjar obertament la rebel·lió. Així mateix, tots els partits polítics de l'oposició –el Partit Republicà del Poble (CHP), el Partit Democràtic dels Pobles (HDP) i el Partit d'Acció Nacionalista (MHP)– es van declarar contraris al moviment colpista.
En les hores següents, es va informar per mitjans oficials que diversos policies turcs havien detingut a alguns oficials revoltats i demanaven que la resta es lliurés a les autoritats. Durant la matinada, l'agència d'intel·ligència turca va donar per fracassat l'alçament. A la matinada, Erdogan va arribar a l'aeroport d'Atatürk i després va aparèixer als mitjans de comunicació dient que els instigadors del cop pagarien un “alt preu” per la seva “traïció”.
L'atac al Parlament va deixar dotze parlamentaris morts. A més, a Istanbul, al voltant de 150 ferits van ser atesos als hospitals de la ciutat.